# 未満警察 ミッドナイトランナー
『未満警察 ミッドナイトランナー』（みまんけいさつ ミッドナイトランナー）は、2020年6月27日から9月5日まで毎週土曜 22時00分 - 22時54分に日本テレビ系『土曜ドラマ』で放送されていたテレビドラマ。新聞番組表ではただ単に『未満警察』とだけクレジットされていた。

## 概要
中島健人（Sexy Zone）と平野紫耀（King & Prince）のダブル主演作で、現場経験のない警察学校生徒（巡査）2名が、学校で得た知識などを武器に難事件を解決していくさまを描く。
2017年に公開されたパク・ソジュンとカン・ハヌルが主演の韓国映画『ミッドナイト・ランナー』のリメイク作品。
当初は4月11日からの開始予定であったが、新型コロナウイルスの感染拡大と政府からの緊急事態宣言発令による撮影延期の影響が出たため、初回の放送開始が延期となった。『野ブタ。をプロデュース特別編』第9話の最後で、6月27日に初回の放送が開始することが発表された。
W主題歌の King & Prince「Mazy Night」とSexy Zone「RUN」は回ごとにオープニング曲とエンディング曲を交代しながら放映された。
最終回からわずか3日後の2020年9月8日、片野坂譲役の伊勢谷友介の不祥事が発覚した。これにより、民放公式無料見逃し番組配信サービス・TVerでは最終回の見逃し配信を停止したほか、遅れネット局の福井放送・沖縄テレビ（後者はフジテレビ系列局）では最終回の放送を中止することを決めた。同年9月9日、Blu-ray・DVD-BOXは予定通り同年12月16日に発売されることが分かった。これを受け、上記の遅れネット局の視聴者も最終回の視聴が可能となった。

## あらすじ
神奈川県警警察学校片野坂教場に入校した本間快(中島健人)は、同室となった一之瀬次郎(平野紫耀)や同期たちと共に厳しい訓練生活を送っていた。そんなある日、二人は事件を目撃。理論派の本間と、体力派の一之瀬。タイプが正反対のバディは、自分たちが気付いた事件を解決するために奔走する。

## キャスト

### 主要人物
本間快（ほんま かい）
演 - 中島健人 (Sexy Zone)
本作品の主人公。1995年11月30日生まれ。警察学校の生徒で、行動するよりも物事を慎重に組み立てていく頭脳派タイプ。次郎から「カイ君」と呼ばれている。
男子校出身。大学卒業後、新卒で一度は民間企業に入社したが周りの優秀さについていけずに辞めてしまう。その後フリーターとなったが、幼いころの「ヒーローになりたい」という夢を思い出し、一念発起し警察官を目指すことを決意する（年齢制限は30歳）。
勉強は得意で、警察学校での成績は良い。勘も鋭いほうである。さらに武道にも優れており剣道3段の腕前ではあるが、初心者の次郎には全く敵わなかった。恋愛には疎いものの、美人には目がない模様。
取っ付きにくく、生真面目すぎるようだが、困った人は放っておけない優しい性格。そのため、よく事件に巻き込まれており、その度に眼鏡が破損している。
第1話では訓練中に捻挫する、第6話ではぎっくり腰になるなど、何かと負傷することが多い。
始めは次郎の空気を読まない行動や後先考えない行動に困惑して手を焼いていたが、訓練の途中で捻挫を負った時に助けてもらったことから、絆が強くなる。
原作のカン・ヒヨル（カン・ハヌル）に相当。
一ノ瀬次郎（いちのせ じろう）
演 - 平野紫耀（King & Prince）
1997年10月10日生まれ。警察学校の生徒で、快のルームメイト。快とは正反対な、考えるより先に突っ走る肉体派タイプ。快から「ジロちゃん」と呼ばれる。
基本的に勉学は苦手。一方、スポーツ万能で、武道経験者さえも倒してしまう猛者。
後先考えずに行動して自分の身に危険なことが起きてしまったり、空気を読まない発言をして他人を困惑させてしまうこともしばしばあるが、天真爛漫で人懐っこい性格。快と同様に美人には目がなく、恋愛のことになると快よりも頭の回転が速くなる。
警察官を目指していた兄・太郎が1年前の警察学校に入学する直前に事故で亡くなってしまい、その亡き兄の意思を継いで警察官を目指した。
少し間が抜けた感じではあるが、快と同様に困った人を見ると助けずにはいられない優しさを持っている。それがゆえに快と共に事件に巻き込まれている。
原作のパク・ギジュン（パク・ソジュン）に相当。

### 警察学校関係者
及川蘭子（おいかわ らんこ）
演 - 吉瀬美智子
警察学校の助教（巡査部長。「教官」は警部）。護身術や体力育成などの実技を指導する。
規律を重んじており、学生に対しても厳しい態度で接する鬼教官。連帯責任を理由にペナルティーを与えることもある。
規律や警察学校の規則を破ってまで人助けをする快や次郎には呆れており、時には外出許可も許さない態度で接する。
6話でスコップ男の事件に少なからず関わっていたことも判明した。天満暁生が第2の被害者、彼の妻である天満千尋が殺害されるほぼ同時刻にて、当時は交通課の一員として交通違反を取り締まっており、その時に彼と会っていた。事件が表面化していき、天満暁生にはアリバイがあることを証明しようとしたが、上層部によってもみ消されたばかりか、事件について関与しないようにと強く念を押された。7話において、一時は出血多量によって命を落としかけたが、最終的には一命を取り留める。そして同時に、天満暁生の子である天満直子と天満智也に、事件の真相を明らかにすると誓った。
最終話でスコップ男の真相を明らかにした2人を目の当たりにしたことで「組織に従うことが正しい警察官」という考え方に変化が生じ、快と次郎に礼を言う。
原作のイ・ジュヒ（パク・ハソン）に相当。
片野坂譲（かたのさか ゆずる）
演 - 伊勢谷友介
警察学校の教官。階級は元警部補。元プロファイラー。生徒には刑事としての知識を教授し、厳しくも温かく見守っている。私生活では離婚を経験（娘がいるらしい）。
以前は柳田とバディを組んでおり、長年プロファイラーとして活動してきた。9年前のスコップ男連続殺人事件で天満暁生が無実であるとプロファイルしたが、それを国枝警視正に「君の行動は組織に逆らう行為だ」と突っぱねられてしまう。
それをきっかけにプロファイラーとしての情熱を喪失してしまい、自ら望む形で警察学校の教官になった（通常は警察学校の教官の任期は2年だが、9年も務めている）。
組織よりも正義を重んじる本間や一ノ瀬には期待しており、人助けのために規則を破ってしまった彼らのことをかばうこともしばしばある。
最終話にて橘冬美の実父であること、そしてスコップ男による3件目の事件の真犯人であるということが判明した。スコップ男連続殺人事件の第1の被害者、中富姫花のいじめによって、長女の夏美が自死に追いやられてしまった。それにより、当時小学生だった次女の冬美が中富姫花を殺害してしまい、その瞬間を目撃した天満千尋を妻の晴美が殺害してしまう。そこで、自分の家族を守るために1件目と2件目に関しても自分の犯行に見せかけるために遺体を埋めるなどして偽装をしていたことが明らかになった。
原作でのヤン・ソンイル（ソン・ドンイル）に相当。
副校長
演 - 大高洋夫
校長
演 - 長谷川公彦

### 警察関係者
柳田晋平（やなぎだ しんぺい）
演 - 原田泰造
神奈川県警大黒署の刑事。階級は警部補。片野坂の同期で元バディ。
昭和気質な刑事だが、正義感は人一倍強い。
たまに警察学校に来ては「よおー、同期!」と片野坂に挨拶をし、事件の意見を聞きに来ている。
何かと事件に巻き込まれては首を突っ込む快と次郎に手を焼いているが、期待もしており、気に掛けてもいる。
警察学校の教官になって9年になる片野坂を心配しており、また現場に復帰してほしいと考えている。
第8話で、スコップ男に変装して本間と一ノ瀬の部屋の窓に赤いスプレーで、「スコップ男の事件から手を引け」という字を書いて警告をしてきた。
第9話で行方不明になっていたが、刑事の砂岡たちと共に、携帯電話を目的に本間、一ノ瀬、橘の3人を追っていた。
稲西結依（いなにし ゆい）
演 - 中村ゆり
神奈川県警大黒署の刑事。階級は巡査部長。
柳田の現在の相棒。
フェミニストな一面がある一方で、柳田を喋りで叩きのめす気の強い性格。拳銃を持った相手でも一方的に組み伏せる体術も持ち合わせている。
柳田の行動に手を焼きながらも、刑事として彼のことを尊敬しており、彼が独自で行う捜査にも協力することが多い。また、柳田を通じて本間や一ノ瀬の手伝いをすることもあり、第8話で犯人の行動を先読みして被害者を護った2人を認めてもいた。

### 警察学校の生徒
片野坂教場258期生の生徒たち。2組は有職組つまり新卒ではない転職してきた人が入るクラスである。
橘冬美（たちばな ふゆみ）
演 - 大幡しえり（9年前：滝口芽里衣）
優等生タイプの生徒。野原以外の人は誰が相手でも丁寧語で喋る。父が警察官らしい。野原とは同室で仲が良い。
なぜかスコップ男の事件の証拠の動画が入った黒いガラケーを所持しており、ある日こっそり学校を出てその真意を確かめようとするが、砂岡ら警察官に本間、一ノ瀬と共に追われることになる。
実は片野坂の娘にして夏美の妹（苗字の橘は母方のもの）。姉を虐めて自殺に追い込んだ中富姫花を殺害したスコップ男連続殺人事件の最初の犯人だということも判明した。
犯行したあとに自首しようと考えていたためにわざとガラケーに犯行の瞬間を動画で撮影していたが、その後に自分を庇った父の映像も映っていたことで「父も警察に捕まるかもしれない」と思ったため真実を隠していた。しかし、そのことが発端で天満が罪を着せられ、その家族の人生をも狂わせてしまったことがわかり、真実を話そうと決意。自分が犯した罪に対しても反省の色を見せていた。
黒岩純哉（くろいわ じゅんや）
演 - 葉山奨之
父が警察のお偉いさんだが、運動系の科目の成績が悪いため、警察学校を卒業するまでは父と口を利いてもらえない模様。やや高飛車でなかなか友達ができない。マッチングアプリやクラブで知り合った彼女がいる。
交番実習の最中、不注意で何者かに襲われた際に拳銃を奪われてしまうトラブルを起こしてしまうが、快と次郎の活躍もあって始末書の提出と雑務100時間のペナルティのみで済んだため、以降は2人に感謝して態度も少し改めることとなった。
実は絵がかなり上手く、上記のトラブルも自身を殴った男の顔を完璧に模写したため、事件解決により近づいた。
鷹木真琴（たかぎ まこと）
演 - 傳谷英里香
シングルマザー。小さい息子を実家に預けている。白バイに乗りたくて警察官を目指した。同期のことは新藤以外は下の名前に男子は「君」、女子には「ちゃん」をつけて呼ぶ。
新藤司（しんどう つかさ）
演 - 阿岐之将一
既婚者。258期2組の同期8人の中では最年長と思われる。かつては新聞社で働いていた。
田畑翔之介（たばた しょうのすけ）
演 - 小平大智
食べることが大好きで、食事の際には食事に集中したいというこだわりがある。野原に恋をしており、2人で食事に行ったこともあったが、彼女の思い人が本間であることを知り、失恋することになる。
野原さやか（のはら さやか）
演 - 竹内愛紗
1997年6月23日生まれ。
無口で大人しい性格。未成年のころ、家出を頻繁にしていた。橘と同室で仲がいい。
子供のころからの夢であった警察官になるために入学するが、訓練についていけなくなってしまったことでSNS上に「死にたい」と投稿してしまう。そこに指友指助というカウンセラーを名乗る男から相談に乗ると言われ、彼に会うために寮から姿をくらませる。しかし、指友は自殺志願者の人たちを殺害する連続殺人犯であると判明。彼女も殺害されかけるが、居場所を突き止めた本間たちに救出される。だが、この一件から警察官に向いていないと確信し、カウンセラーになるために退学する。
本間に恋をしていたが、本間が警察学校を卒業するまでは誰とも付き合う気がないことを知り、失恋することになる。
第9話にて再登場。橘からスコップ男の事件の証拠を持っていることを電話で聞き、警察学校に駆け付ける。その際に、自身の携帯電話を貸すなど本間と一ノ瀬の捜査に協力する。最終話の模擬捜査でも他の学生と共に参加した。
その他の生徒
- 高山遼登
- 井之上望 - 井之上陵
- 勝田庸介
- 倉田学
- 斎藤樹 - 齋藤憲良
- 赤妻学 - 赤妻洋貴
- 小幡貴史
- 金谷慎也 - 金谷拓磨
- 倉田大地
- 佐々木徹
- 須藤清重 - 須藤誠
- 寺岡一樹 - 寺岡悠貴
- 西航佑
- 北条康太 - 北条晃平
- 松島凌 - 松島祐太
- 山口健太郎
- 吉田憲忠 - 吉田光輝
- 龍
- 田中由紀乃 - 田中杏樹
- 松井美紀 - 松井結麻
- 水野ナミ
- 山田葉月 - 山田真央

### ゲスト
第1話
- 楓 - 真木よう子（幼少期：大迫莉榎）
- 浅田靖子 - 片岡礼子
- 浅田信二 - 東根作寿英
- 平山みく - 鈴木梨央（最終話）
- 平山敏英 - 坂口進也
- 平山睦子 - 高橋ひろ子
- 浅田茉莉奈 - 大島美優
- みくの母 - 海島雪
- みくの父 - 保科光志
- 警察官 - 伊藤友十

第2話
- 小暮 - 松永拓野（第3話）
- 亜未 - 上白石萌音（第3話）
- 柴本 - 加藤雅也（第3話）
- 里佳 - 木﨑ゆりあ（第3話）
- 石川 - 安藤理樹
- 史帆 - 長南舞
- 片山友希

第3話
- 警官 - 石本政晶
- 飯野泰功
- 佐藤颯斗
- 田中由馬
- 柳川典久

第4話
- 指友指助 - 忍成修吾

第5話
- 望月凛花 - 蓮佛美沙子
- 丸橋 - 高橋努
- 白木 - 桜田通（吹き替え：西本広大）
- 根本 - 渋江譲二
- ミツキ - 小向なる

第6話
- 天満暁生〈51〉 - 佐戸井けん太
- 天満智也〈30〉 - 柿沢勇人
- 天満直子〈35〉 - 長谷川京子
- 天満千尋〈享年50〉 - 南風佳子（最終話）
- 近藤周平〈享年43〉 - 伊藤高史（最終話）
- 国枝肇警視正 - 木下ほうか（第8話 - 最終話）
- 弓倉管理官 - 山口祥行
- 亀田七海（第6話）
- 種田 - 中山求一郎

第7話
- 砂岡拓真 - 山根和馬（第9話、最終話）
- ムラタミキ - 岩橋道子

第8話
- 野々村晴至 - 松尾諭
- 野々村玲子 - 銀粉蝶
- 河東 - 般若

最終話
- 橘晴美 - 西山繭子
- 神尾舞 - 真魚
- 中富姫花〈享年14〉 - 庵原涼香

## スタッフ
- 脚本 - 渡辺雄介
- 演出 - 南雲聖一、長沼誠、大谷太郎
- 音楽 - 木村秀彬
- 主題歌（ともにユニバーサルミュージックより発売）
  - Sexy Zone「RUN」（Top J Records）[14]
  - King & Prince「Mazy Night」（Johnnys' Universe）[15]
- 警察監修 - 古谷謙一
- ガンエフェクト - 早川光
- アクションコーディネーター - 柴原孝典
- 企画協力 - フィルムメイカーズ、鄭智予
- チーフプロデューサー - 池田健司
- プロデューサー - 浅野大輝、藤村直人、森雅弘、柳内久仁子（AX-ON）
- 制作協力 - AX-ON
- 製作著作 - 日本テレビ

## ロケ地
- 明星大学青梅校（東京都青梅市長淵）：本間快や一之瀬次郎らが在籍する神奈川県警察学校[16]。
- クリフサイド（神奈川県横浜市中区元町）：本間快と一ノ瀬次郎が殴り合ったダンスホール[16]。
- 象の鼻防波堤（神奈川県横浜市中区海岸通）：一ノ瀬次郎がムラタミキから証拠品を受け取ったトリトンパーク[16]。

## 放送日程
| 話数                                                                        | 放送日  | サブタイトル | ラテ欄                                                          | 演出     | 視聴率 |
| --------------------------------------------------------------------------- | ------- | --- | --------------------------------------------------------------- | -------- | ------ |
| 第1話                                                                       | 6月27日 | 手足に火傷のような跡がある少女・みくが、 助けを求めて交番にやって来る。                                                | 恐怖の一家全員感電死事件 警察未満の2人が挑むサスペンスドラマ!   | 南雲聖一 | 11.2%  |
| 第2話                                                                       | 7月04日 | とある廃ビルの一室で、 若い女性・里佳がベッドの上に拘束されている。                                                    | 家出少女誘拐監禁・白い肌に悪魔の注射針! 迫る死のタイムリミット! | 南雲聖一 | 09.0%  |
| 第3話                                                                       | 7月11日 | 誘拐された家出少女・亜未の行方を追い、 監禁場所を突き止めた本間快と一ノ瀬次郎。                                        | 家出少女たちをいたぶる闇の組織を叩け! 救出作戦SOS痛快反撃編!    | 南雲聖一 | 08.4%  |
| 第4話                                                                       | 7月18日 | ある日の夜、寮の部屋では、 本間快と一ノ瀬次郎がスマホで恋愛映画を見ていた。                                            | ネット社会の罠・優しい殺人鬼を追え!                             | 長沼誠   | 07.2%  |
| 第5話                                                                       | 7月25日 | ある日の夜、覚せい剤の売人グループを逮捕するため、 刑事の丸橋、根本らは閉店したクラブのVIPルームに足を踏み入れていた。 | 未来の母と子を救え! 密売組織との激闘                            | 大谷太郎 | 09.1%  |
| 第6話                                                                       | 8月01日 | とある公園で、女性の遺体が発見される。 監視カメラの映像には、犯人の男が逃走する姿が映っていた…。                       | えん罪の真相・連続猟奇殺人への逆襲!                             | 南雲聖一 | 09.9%  |
| 第7話                                                                       | 8月08日 | 警察学校の教室で、本間快、一ノ瀬次郎、 助教の及川蘭子の3人を人質にとった立てこもり事件が発生…。                        | 警察VS真実の罠・射殺指令の陰謀を暴け                            | 南雲聖一 | 09.1%  |
| 第8話                                                                       | 8月15日 | 本間快と一ノ瀬次郎は交番での実務実習の日を迎えるが、 そんな折、制服警官が襲われ拳銃を奪われる事件が発生…。             | アポ電強盗の毒牙に狙われた母を救え!                             | 長沼誠   | 09.3%  |
| 第9話                                                                       | 8月29日 | 9年前の連続猟奇殺人の真犯人を突き止めようとした 本間と一ノ瀬の部屋の窓に不審なメッセージが書かれる…。                  | 真犯人は誰だ!? 正義を捨てた警察を撃て                           | 大谷太郎 | 09.7%  |
| 最終話                                                                      | 9月05日 | 橘冬美が持っていた古い携帯電話の映像ファイルには、 幾つもの衝撃の場面が写っていた…。                                   | 最後の対決・最後の授業! 真実を暴け                              | 南雲誠一 | 11.0%  |
| 平均視聴率 9.4%（視聴率はビデオリサーチ調べ、関東地区・世帯・リアルタイム） |         | |                                                                 |          |        |

- 8月22日は『24時間テレビ43「愛は地球を救う」』（18:30 - 翌20:54）[注 6]放送のため休止。

### インターネット配信
| 配信元          | 配信期間 | 備考                                                 |
| --------------- | -------- | ---------------------------------------------------- |
| TVer            | 7日      | 最新回限定で無料配信 最終回については3日間で配信停止 |
| 日テレ無料TADA! | 7日      | 最新回限定で無料配信 最終回については3日間で配信停止 |
| Hulu            | 過去分   | 有料配信 2021年4月28日から5月9日の期間は無料配信対象 |

- 第5話配信後の2020年8月1日時点で、「TVer」「日テレ無料TADA」「Hulu」見逃し配信の合計再生数が日本テレビ土曜ドラマ枠同期間歴代最高記録の466万回を記録[20]。
- Tver 2020年7-9月期 番組再生数ランキングで、計測期間内（2020年7月1日～9月30日）に691万回再生され、再生数第8位となった[21]。

### 国外放送日程
- Detective Novice（2020年8月24日[22] - 2020年9月22日[23]・2021年3月25日[24] - 、GEM TV Asia（英語版））